# Gablerovský dům (Cheb)
Gablerovský dům, alternativně také dům Gabler nebo Gablerův dům, je hodnotným barokním měšťanským domem v Chebu s rokokovou fasádou. V jádru se jedná o pozdně gotickou budovu. Roku 1657 ji získal řád jezuitů a chtěl ji spolu s přilehlými domy přestavět na kolej.
Výzdoba fasády je alegorií 4 ročních období. Na přelomu 18. a 19. století dům patřil významnému měšťanovi, magistrátnímu radovi, Antonu Gablerovi. Díky jeho rozsáhlé knihovně a sbírce hudebnin se dům stal chebským centrem kulturního života.
Velmi významnou je gotická freska umístěná v budově. Zobrazuje výjev lovu s koňmi, psy a nadháněči, které si účastní příslušníci šlechty. Freska byla zakryta bílým nátěrem, částečně byla poškozena vloženým podlažím a dřevěnou příčkou, přesto je malba z 15. století, podle knihy Kunst in Eger Stadt und Land, unikátem.

## Popis
Jedná se o dvoupatrový dům s pětiosou rokokovou fasádou, která byla podle chronogramu nad portálem postavena roku 1773. Pětiosé průčelí rozděleno osově souměrně na rustikované snížené přízemí s výčnělky pilířů a dvě horní patra spojená kolosálními pilastry. Toskánské sloupy s kompozitními hlavicemi zakončuje výřez architrávu, s triglyfy, které jako klasicistický motiv odkazují na antické Řecko. Okenní pole jsou zdobena rokajovou ornamentikou a alegoriemi čtyř ročních období. Nad portálem je umístěn reliéf Madony, nad prostředním oknem holubice Sv. Ducha. Dům je uvnitř propojen s okolními budovami. Vstupní dveře zdobí kované barokní mříže. Později zřízené výkladní skříně byly během asanace domu nahrazeny okny. Dvorní křídlo pak bylo nahrazeno novostavbou s dřevěnou zasklenou pavlačí, která propojuje upravený zadní trakt domu. 